# Marko Keča
Marko Keča (serbisch-kyrillisch Марко Кеча; * 23. Februar 1999) ist ein serbischer Fußballspieler.

## Karriere

### Verein
Keča begann seine Karriere beim FK Brodarac. Im Januar 2018 absolvierte er ein Probetraining beim SC Austria Lustenau.
Zur Saison 2018/19 wechselte er zum österreichischen Zweitligisten SV Horn. Sein Debüt in der 2. Liga gab er im Juli 2018, als er am ersten Spieltag jener Saison gegen den FC Liefering in der 66. Minute für Andree Neumayer eingewechselt wurde. Nach der Saison 2018/19 verließ er Horn und kehrte nach Serbien zurück, wo er sich dem FK Radnički Belgrad anschloss. Innerhalb seiner Heimat wechselte er in der Winterpause 2019/20 zum FK Dinamo Vranje und von dort im Sommer 2021 innerhalb der Prva liga Srbije weiter zum FK Bačka. Nach einer Spielzeit in Bačka Palanka kehrte er im Sommer 2022 nach Belgrad zurück, wo er sich dem OFK Belgrad anschloss, den er jedoch im Frühjahr 2023 wieder verließ, um bis zum Saisonende zum FK BSK Borča zu wechseln. Von Borča ging es für ihn im Sommer 2023 weiter zum unterklassigen FK Lepušnica.

### Nationalmannschaft
Keča spielte 2014 erstmals für Serbiens U-16-Auswahl. Ab 2015 kam er für die serbische U-17-Auswahl zum Einsatz.